# 长黄毛山牵牛
长黄毛山牵牛（学名：Thunbergia lacei）为爵床科山牵牛属的植物。分布在缅甸以及中国大陆的云南等地，生长于海拔390米至1,500米的地区，见于灌丛中和林下，目前尚未由人工引种栽培。

## 别名
巢腺山牵牛（中国高等植物图鉴）